# Les Escoles Velles o Escoles Nacionals Juan Bautista Aparici
Les Escoles Velles d'Ayelo de Malferit, conegudes també, segons la fitxa d'immoble del catàleg de patrimoni de la Generalitat Valenciana, com Escoles Nacionals Juan Bautista Aparici; són un edifici construït el 1930 a l'avinguda del Santíssim Crist de la Pobresa, al barri de l'Eixample de la localitat d'Aielo de Malferit, que va allotjar al seu moment les escoles nacionals del municipi i que des de finals de la dècada dels 90 del segle XX fins a inici de la primera dècada del segle XXI va estar en desús, passant a rehabilitar-se a principi del segle XXI per albergar a les seves instal·lacions, amb uns mesos de diferència, tant el museu de Nino Bravo (al pavelló de les nenes des d'octubre de 2006) com la Biblioteca Municipal Degà Ortiz (al pavelló dels infants, des de maig de 2007). També forma part del Catàleg de Patrimoni Arquitectònic del municipi des de 1986.
Es tracta d'un dels pocs edificis de l'arquitectura escolar típica de l'època de la Dictadura de Primo de Ribera que es poden trobar a la Vall d'Albaida, a tocar de les antigues escoles municipals d'Atzeneta d'Albaida, i el Grup Escolar Lluís Vius d'Ontinyent. Tant les d'Ontinyent com les d'Aielo són obra de l'arquitecte Vicente Valls Gadea.

## Història i descripció
Durant la dictadura de Miguel Primo de Rivera (1923-1931), es tractava d'aconseguir una estatalització i centralització de l'administració, les infraestructures i els recursos. Dins aquesta nova via d'organització estatal, la construcció de noves escoles van ser el que van donar peu a l'aparició de les Escoles Nacionals que pretenien canviar les arcaiques formes de l'educació espanyola. Arquitectònicament, les escoles de la dictadura mostren una decoració clàssica, racional i de formes pures, tot al contrari que la II República Espanyola va adoptar, la qual tenia més preocupació per la higiene i l'ensenyament que per l'ornamentació.
S'inicià la construcció al llarg de l'any 1925, any en què es va inaugurar també la caserna de la Guàrdia Civil, que era on es troba actualment l'Auditori Municipal a l'Eixample. Les escoles no es van aconseguir acabar fins força anys després, per problemes diversos. Els terrenys on es va construir havien pertangut a Bautista Aparici, gran emprenedor local, que va arribar a ser alcalde el 1918. En 1930 es beneeixen pel cardenal Benlloch i el primer any acadèmic és el de 1931-32. El 1953 es van fer algunes reformes com la reparació de la coberta, la substitució dels canalons, el picat de paraments i el forjat amb guix i estuc. A la dècada de 1990 les escoles tanquen definitivament com a tal.
A partir de l'any 2006, el pavelló de les nenes va passar a albergar el Museu Nino Bravo i, a partir del 2007, el pavelló dels nens la Biblioteca Pública Municipal.
Les Escoles Velles tenen una disposició simètrica on operava la diferenciació de sexes. Es tracta d'un edifici de planta longitudinal flanquejada per dos pilars de pedra, de carreuat o de maó que es llaura a trossos a les parets de maçoneria per fortificar-les, als laterals i una entrada triomfal. Aquesta es distribueix a la manera clàssica, és a dir, una porta flanquejada per dues pilastres adossades amb collarí i capitell dentat que suporten un arquitrau on es llegeix MCMXXX. Sobre aquest arquitrau una motllura allotja les sigles "Mens sana in corpore sano, Escuelas Nacionales". Al llarg del conjunt un sòcol corregut suporta les motllures dels grans finestrals quadrangulars. Al seu epicentre, dues obertures amb arc de mig punt donen accés a les aules, on es pot llegir el rètol "Niños" i "Niñas". Els pilars laterals tenen una decoració de maó a manera de fris i, sobre les quatre cantonades, hi ha uns pinacles. Les cobertes són de teula àrab a dues aigües els pavellons de les aules i, el cos central i els matalassos laterals, a quatre.